# Sulzbach (Main)
Der Sulzbach (ⓘ) ist ein gut 2 km langer rechter und östlicher Nebenfluss des Mains im Landkreis Miltenberg im bayerischen Spessart. Er entsteht aus dem Zusammenfluss von Leidersbach und Sodener Bach.

## Name
Der Name Sulzbach leitet sich vom Bestimmungswort sulzi ab, das Salzwasser oder auch Schlamm, Morast bedeutet, und dem Grundwort bach. Der Bach gab der Gemeinde Sulzbach am Main ihren Namen.

## Geographie

### Quellbäche

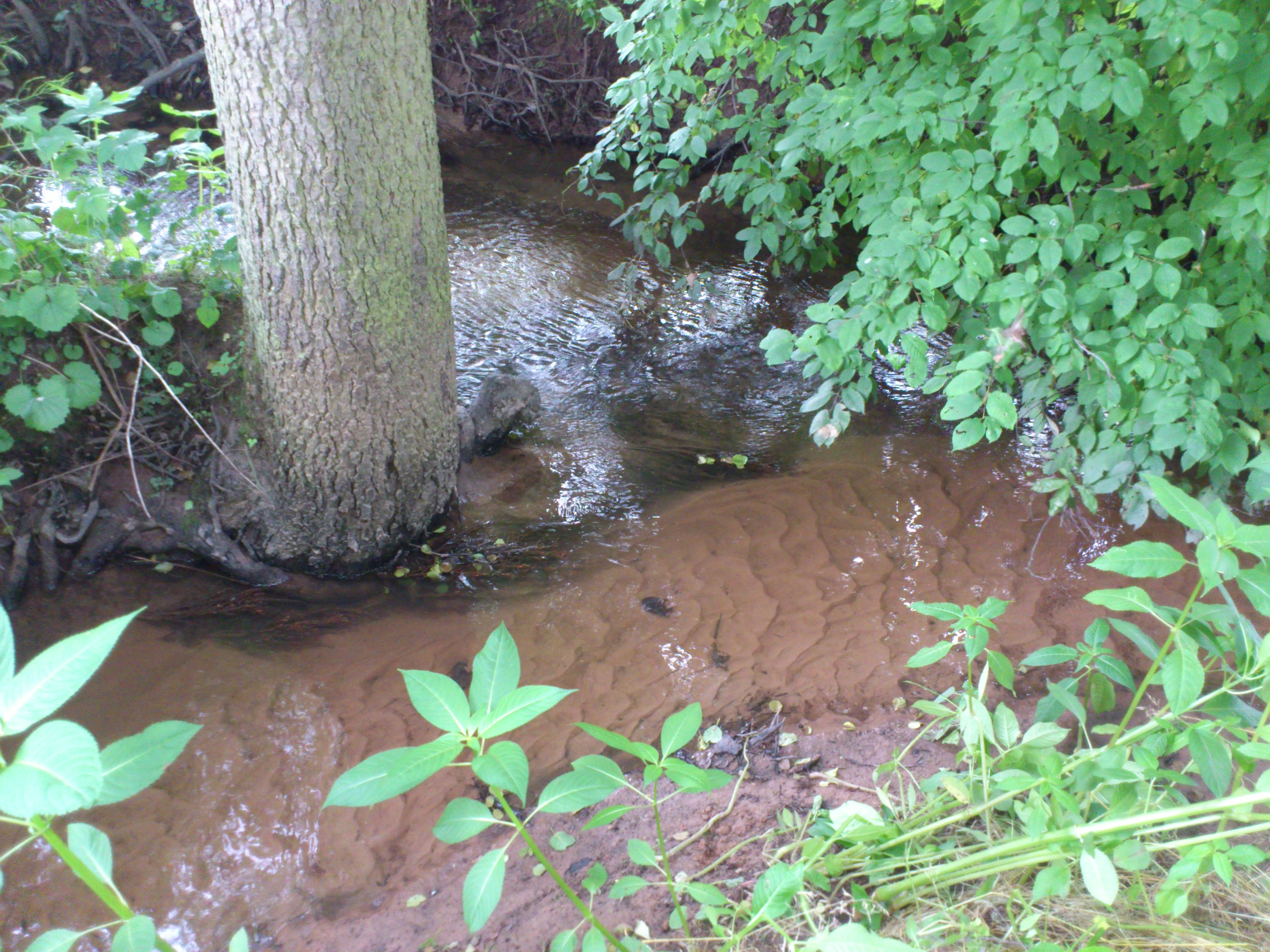
Zusammenfluss von Sodener Bach (vorne links) und Leidersbach (hinten links) zum Sulzbach (nach rechts)

#### Leidersbach
Der Leidersbach entspringt dem Siegfriedsbrunnen im Ortsteil Volkersbrunn. Er verläuft in nordwestliche Richtung durch Leidersbach. Er ist mit etwa 8,4 km der längere und wasserreichere Quellbach.

#### Sodener Bach
Die Quelle des etwa 6,2 km langen Sodener Bachs, der Kaltenbrunnen, liegt südöstlich von Soden. Der Bach fließt durch den Ort und vereinigt sich östlich von Sulzbach am Main im Naturschutzgebiet Feuchtwiesen im Sulzbachtal mit dem Leidersbach.

#### Wachenbach
Die Quelle des etwa 3,9 km langen Wachenbaches, der Hahle-Brunnen, liegt nordwestlich von Soden an der Grenze zur Gemarkung Schweinheim der Stadt Aschaffenburg. Der Bach nimmt den von Norden kommenden Fichtenbach auf, umfließt nördlich den Sulzberg und mündet östlich von Sulzbach am Main, nur etwa 75 m vor dessen Zusammenfluss mit dem Leidersbach, in den Sodener Bach.

### Verlauf
Nach dem Zusammenfluss der Quellbäche verläuft der Sulzbach in zwei Armen durch den gleichnamigen Hauptort der Gemeinde. Dort betrieb er früher mehrere Mühlen, weshalb der rechte Lauf als Mühlbach angelegt wurde. Er vereinigt sich an der Franz-Schüßler-Straße wieder mit dem linken Arm und unterquert die Staatsstraße 2309. An dieser Stelle speiste der Sulzbach die Braunwarthsmühle, deren Anfänge als Getreide- und Ölmühle im 17. Jahrhundert liegen. Anschließend führt die Trasse der Maintalbahn über den Bach, der darauf folgend das Naturschutzgebiet Mainauen bei Sulzbach und Kleinwallstadt erreicht und in den Main mündet.
Auf manchen Karten trägt der Sodener Bach den Namen Sulzbach. Andere bezeichnen den kompletten Bach als Leidersbach.

### Zuflüsse
Hierarchische Liste der Zuflüsse, jeweils von der Quelle zur Mündung.
- Leidersbach, linker Oberlauf
  - Heckengraben, von rechts
  - (Bach aus dem Stockgrund), von rechts; entspringt der Springenbrunnen
    - Bremengraben, von links

  - Roßbach, von links
  - (Bach aus dem Klingengraben)
  - Krebsbach oder Bachgraben, von rechts
    - (Bach aus dem Reußengrund), linker Oberlauf
    - (Bach aus dem Zwickgrund), rechter Oberlauf

  - Schöntalgraben, von links
  - Hutmannsgraben, von links
- Sodener Bach, rechter Oberlauf; entspringt dem Kaltenbrunnen
  - (Bach vom Spatzenbrunnen), von rechts
  - Pfeiffergraben, von rechts
  - (Bach von nahe dem Bubenbrünnchen), von rechts
  - Wachenbach, von rechts; entspringt nahe dem Hahlebrunnen
    - Fichtenbach, von rechts
- →← (Abgang und Rücklauf des Oberen Mühlbachs), nach und von rechts
- (Auengraben aus dem Mainauen), von links

## Naturschutzgebiet Feuchtwiesen im Sulzbachtal

Naturschutzgebiet Feuchtwiesen im Sulzbachtal
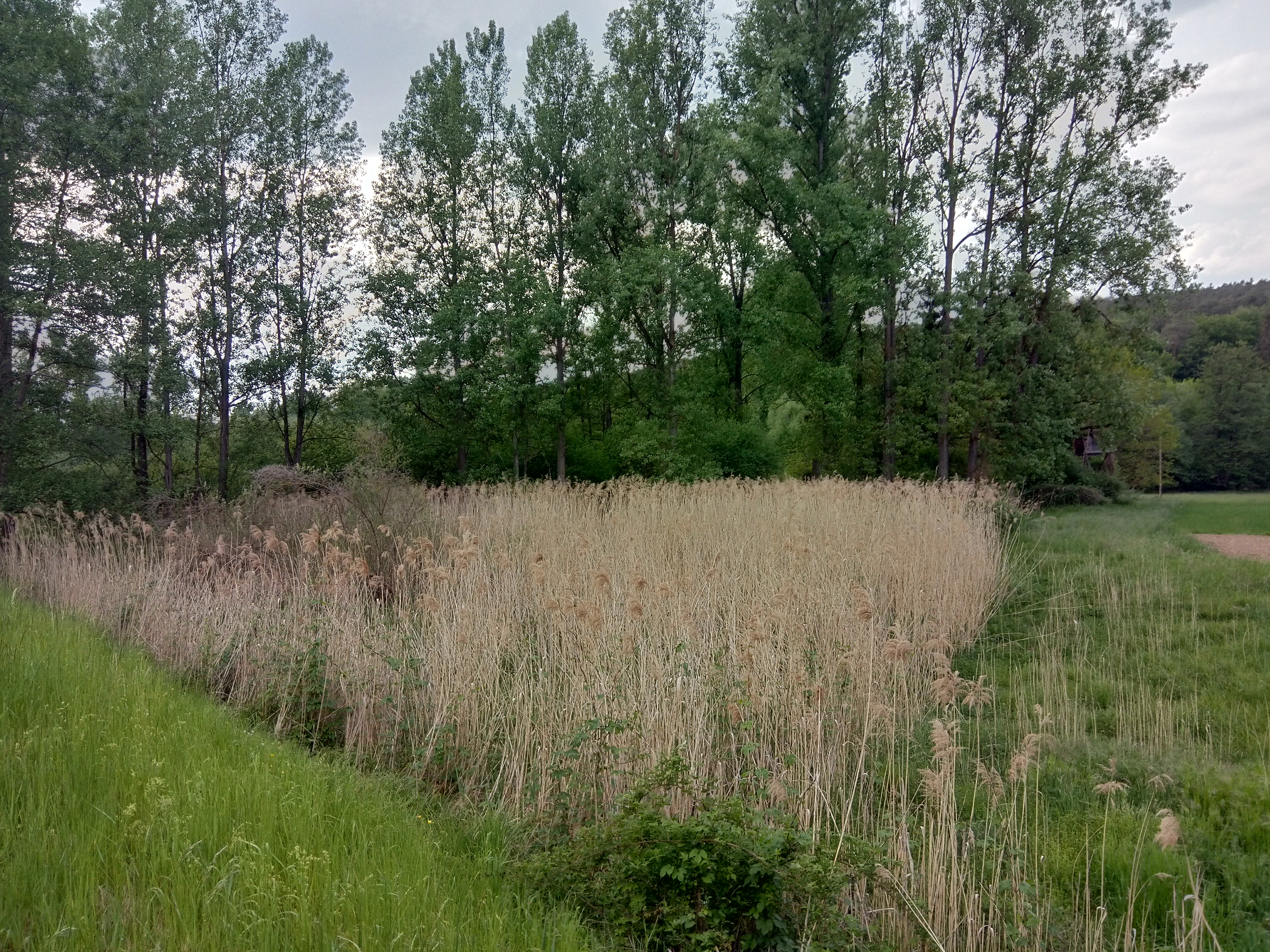
Schilfzone
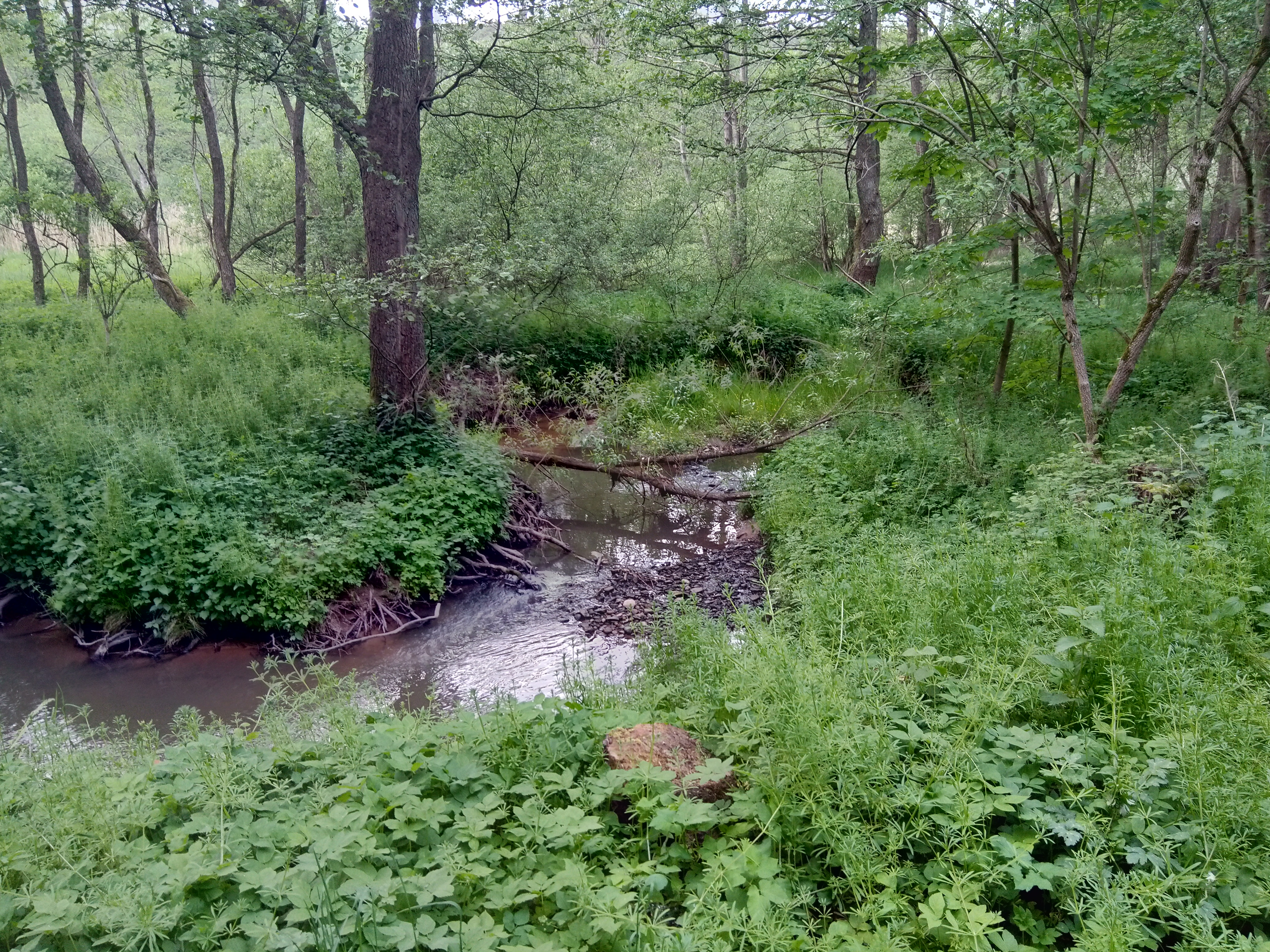
Mäandrierender Bachlauf
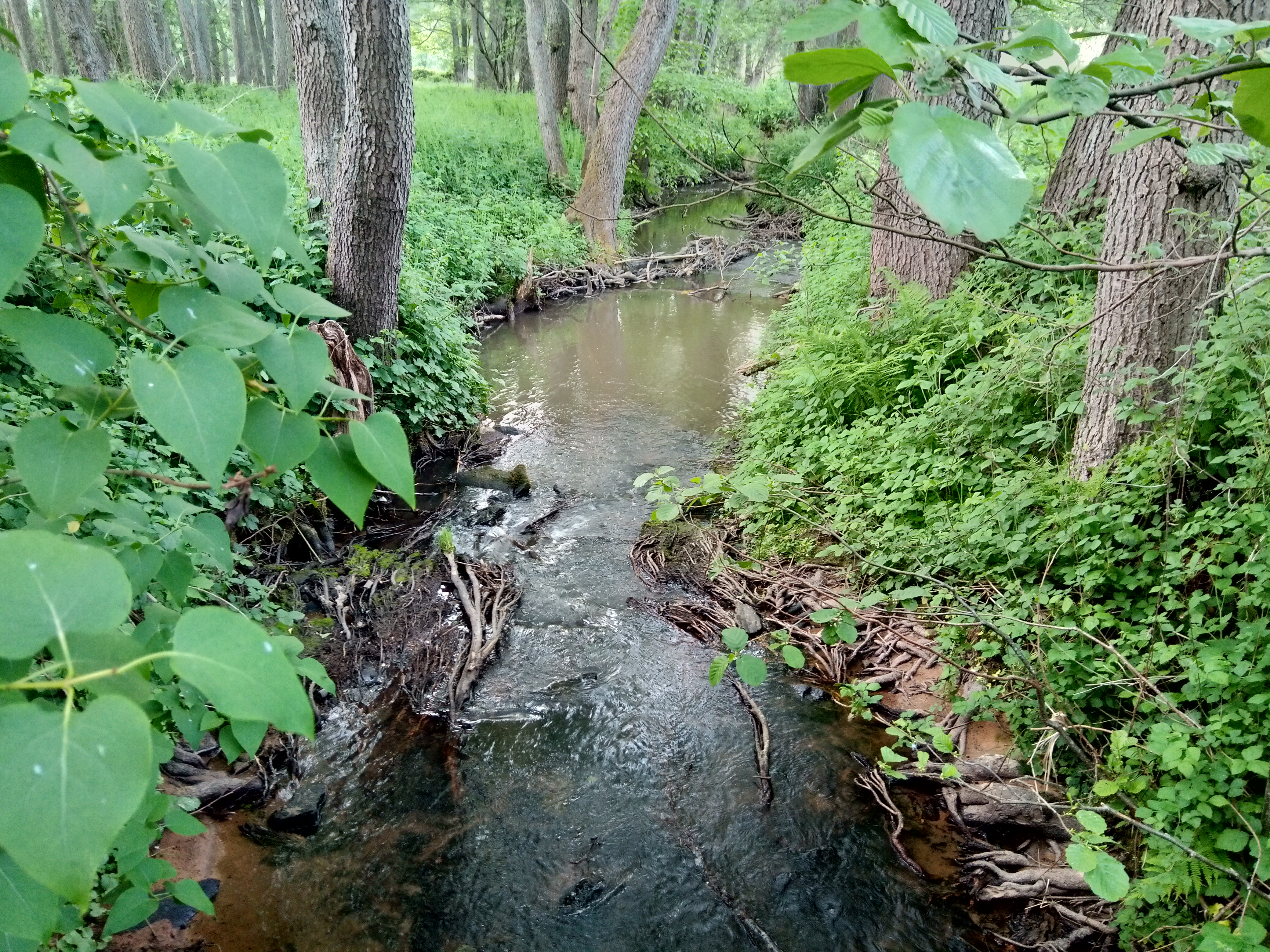
Sulzbach

Das etwa 25 Hektar große Naturschutzgebiet wurde 1984 ausgewiesen. Es liegt an den mäandrierenden Bachläufen des Sodener Baches, des Sulzbaches und des Leidersbaches, östlich von Sulzbach am Main. 
Dort bestehen großflächige Schilfzonen, Großseggenriede sowie Nass- und Feuchtwiesen in einer weiten Talaue. Schutzziel ist die Erhaltung selten gewordener Biotoptypen als Lebensraum für die typischen Tier- und Pflanzenarten.